# Blepharomima
Blepharomima là một chi bướm đêm thuộc họ Noctuidae.